# Ical
Ical, av Apple skrivet iCal, är en programvara från Apple. Programmets funktion är att tillhandahålla en kalender för användaren. Programmet levereras tillsammans med Apples operativsystem Mac OS. Ical introducerades den 17 juli 2002 på MacWorld Expo, därför stod det alltid "17 JUL" på programmets ikon när det var avstängt på tidigare versioner.
Senaste version är 5.0.3.